# Challenger II
Challenger II је кућни рачунар, производ фирме OHIO Scientific који је почео да се израђује у САД током 1978. године.
Користио је MOS Technology 6502 као централни микропроцесор а RAM меморија рачунара Challenger II је имала капацитет од 4 KB, прошириво до 36 KB. 

## Детаљни подаци
Детаљнији подаци о рачунару Challenger II су дати у табели испод.
|                       |                                                                                   |
| [ 1 ]                 |                                                                                   |
| Произвођач            |                                                                                   |
| Тип                   | кућни рачунар                                                                     |
| Меморија              | 4 прошириво до 36                                                                 |
| Поријекло             | Сједињене Америчке Државе                                                         |
| Година                | 1978                                                                              |
| Тастатура             |                                                                                   |
| Процесор              |                                                                                   |
| Фреквенција процесора | 1 или 2 Mhz.                                                                      |
| RAM                   | 4 до 36                                                                           |
| ROM                   | 8                                                                                 |
| Текст                 | 64 x 32                                                                           |
| Графика               | Нема                                                                              |
| Боја                  |                                                                                   |
| Звук                  | 4 гласа (3 гласовна канала + 1 канал шума)                                        |
| Димензије             | 46 (ширина) x 19 (дубина) x 11(висина) cm / 2.8 kg (+ 0.8 kg за посебно напајање) |
| Портови               |                                                                                   |
| Оперативни систем     | [[]]                                                                              |